# Matic Črnic
Matic Črnic (Maribor, Eslovenia, 12 de junio de 1992) es un futbolista esloveno que juega de centrocampista en el N. D. Gorica de la Prva SNL.

## Selección nacional
| Selección              | Año   | PJ | Goles |
| ---------------------- | ----- | -- | ----- |
| Selección sub-19       | 2010  | 3  | 0     |
| Selección sub-21       | 2015  | 6  | 0     |
| Selección de Eslovenia | 2016- | 2  | 0     |

## Clubes
| Club                     | País      | Año       | PJ | Goles |
| ------------------------ | --------- | --------- | -- | ----- |
| N. K. Maribor            | Eslovenia | 2009-2014 | 67 | 7     |
| N. D. Dravinja (cedido)  | Eslovenia | 2012      | 9  | 2     |
| N. K. Aluminij (cedido)  | Eslovenia | 2013      | 16 | 1     |
| N. K. Domžale            | Eslovenia | 2015-2016 | 55 | 16    |
| H. N. K. Rijeka          | Croacia   | 2016-2018 | 39 | 4     |
| N. K. Olimpija Ljubljana | Eslovenia | 2018-2020 | 27 | 6     |
| N. D. Gorica             | Eslovenia | 2021-     |    |       |

## Palmarés

### Títulos nacionales
| Título                 | Club                     | País      | Año  |
| ---------------------- | ------------------------ | --------- | ---- |
| Supercopa de Eslovenia | N. K. Maribor            | Eslovenia | 2009 |
| Copa de Eslovenia      | N. K. Maribor            | Eslovenia | 2010 |
| Prva SNL               | N. K. Maribor            | Eslovenia | 2011 |
| Supercopa de Eslovenia | N. K. Maribor            | Eslovenia | 2012 |
| Supercopa de Eslovenia | N. K. Maribor            | Eslovenia | 2013 |
| Prva SNL               | N. K. Maribor            | Eslovenia | 2014 |
| Supercopa de Eslovenia | N. K. Maribor            | Eslovenia | 2014 |
| Prva HNL               | H. N. K. Rijeka          | Croacia   | 2017 |
| Copa de Croacia        | H. N. K. Rijeka          | Croacia   | 2017 |
| Copa de Eslovenia      | N. K. Olimpija Ljubljana | Eslovenia | 2019 |